# 広瀬健一
広瀬 健一（ひろせ けんいち、1964年6月12日 - 2018年7月26日）は、オウム真理教元幹部・元死刑囚。東京都出身。ホーリーネームはサンジャヤ。オウム真理教の階級は菩師長だったが、地下鉄サリン事件直前に正悟師に昇格した。

## 人物

### 入信前
長男として東京都新宿区に出生。両親は共働きで、夕食時は必ず家族で食卓を囲むなど、絆の強い家庭に育つ。性格は明るく穏健。小さい頃はエンジニア志望だった。

### 入信後
オウム武装化要員のテストケースとして、入念な洗脳を受けた。教団が省庁制を採用した後は、科学技術省次官の一人となる。早稲田大学理工学部応用物理学科卒業、早稲田大学大学院理工学研究科物理及び応用物理学専攻修士課程修了。大学院時代、国際学会に出した論文『高温超伝導の二次元』が、当時の世界のトップサイエンスであると評価された。教団のPR番組「真理探究」に出演していた。2018年7月26日、死刑が執行された。

## 来歴

### 小中学校時代
多摩市立北諏訪小学校卒業。新宿の進学塾に通いトップクラスの成績だった（後に大学時代にその塾で理科と数学の講師として働く）。父親に勧められて始めた剣道にも生真面目に取り組み、中学1年生の時に初段の免状をもらう。この頃、中学教師から「級友の面倒見がよく、素晴らしい生徒に出会えて幸せだった」と絶賛されている。

### 高校時代
高校は早稲田大学高等学院に進学。私立の御三家武蔵高校にも合格したが、有意義なことに時間を使いたいとエスカレーター式の高校を選んだという。家計を助けるため自ら率先して高校から大学院にかけて奨学金を受け、学費のほとんどを自身で工面、母親と一緒にメッキ工場でアルバイトする親思いの青年であった。
高校3年生の時、家電店で値引商品を見て「技術開発をしても直ぐに新しいものに取って代わられ、商品価値が失われたり、軍用兵器に転用されたりする」と、無常観（物ごとの価値が変化することに対するむなしさ）を感じた。以降、物事の価値が気にかかり「むなしさの感情」を通して世界を見るようになる。
1983年3月、早稲田大学高等学院卒業。早大学院では2学年先輩に後のオウム真理教幹部である上祐史浩がいるが、在学中の接点はなかった。

### 大学・大学院時代
1983年4月、早稲田大学理工学部応用物理学科へ進学。応用物理の道へ進んだ。半導体素子のような研究であれば直ぐに価値がなくなることはなく、世の中の役にも立つとの考えであった。学業や学費のためのアルバイトに忙殺され、高校時代に抱いた「生きる意味」の問題を考えることはなかった。1987年3月、早稲田大学理工学部応用物理学科を首席で卒業し、総代として挨拶もしている。
1987年4月、早稲田大学大学院理工学研究科物理及び応用物理学専攻修士課程に進学。6月、指導教授の木名瀬亘と『高温超伝導の二次元』の論文を共同執筆し、国際会議に提出するが、この研究は進歩して初めて結論が出るものだったため、国際会議では正当に評価されず却下された。翌年のスイス会議では「世界のトップサイエンス」と高評価を受けた。学部4年・修士2年の3年間を指導した教授は「これまで指導した学生の中でトップクラスの秀才」「博士課程に進んでいたらノーベル賞級の学者になった。世界の物理学に根本的な違いがあった」と悔やんだ。大学の推薦によりNECの中央研究所に就職が内定していたが、オウム出家のために辞退した。

## 入信と出家の経緯

### 宗教との関わり
高校3年生の時、家電製品の値引きをきっかけに無常観（物ごとの価値が変化することに対するむなしさ）を抱き、その解決のために宗教書や哲学書を読んだり、家庭を訪問したエホバの証人の話を数か月間聞いたりした。しかし、宗教の教えは検証する方法がなかったために受容できず、無常観を解決できなかった。結局、価値が直ちにはなくならない、物理学を応用した基礎的な研究を目指すことにした。一方、ヨガの解脱については、その教えを行法によって検証できる（体験したと主張する人もいる）と思い、その後も多少の関心が継続し、主に図書館で関連書を読むことがあった。解脱のためにはクンダリニーの覚醒が必要であり、それは指導者がいなければ困難かつ危険とされていたところ、適当な指導者が見当たらなかったので、ヨガに深入りすることはなかった。なお、オウム真理教に入信する前（突然の宗教的回心が起こる前）は、解脱についてはヨガのいう輪廻からの離脱とは考えず（輪廻自体肯定していなかった）、無常観を超越した心境としか考えていなかった。
上記無常観の状態は、ウイリアム・ジェイムズのいう「宗教的憂うつ」そのものである。それは、人生のあらゆる価値に対する欲望が失われていく憂うつから、心休まることのない問いに駆り立てられ、宗教や哲学に向かう状態である。「宗教的憂うつ」から突然の宗教的回心に至る例もある。このような自己認識の危機は、思春期から青年期の生理的不安定（ストレスホルモンの増加）によって起こることがある。
無常観の解決は悟り・解脱であり、この境地に達するのがヨーガだと考えた。ヨーガの悟り・解脱は修行で検証できると思って関連書を読んだが、解脱に必要なクンダリニーの覚醒は指導者がいないと危険であることを知り、深入りしなかった。ヨーガの解脱は輪廻からの離脱ではなく（輪廻を肯定していなかった）無常観を超越した心境としか考えていなかった。
当時、大学の附属高校に在籍していたために希望する学部、学科に無試験で進学できる状況にあったなど、無常観を抱くような外的要因はなかった。
大学院1年生だった1987年5月、マントラを唱えながら瞑想する団体に入会。瞑想の指導をしていること、宗教ではないと宣伝していること、瞑想について脳波計等を使用して科学的な調査をしていることからだった。瞑想には解脱の手段として関心があった。1回の瞑想指導と5回の講習以外は自宅で瞑想するシステムであり、それ以外には団体との接触はなかった。幾つかの変性意識の体験をするが、指導にあいまいさを感じたために上級コースには進まなかった。瞑想の実践回数も規定の3割程度だった。麻原彰晃の著作を読んでクンダリニーが覚醒したため脱会届を郵送した。
大学院在学中の1988年2月、自宅近くの書店で偶然麻原の著作を読んだ。胡散臭さを感じ、そのときは購入しなかったが、麻原が人のクンダリニーを覚醒できると主張していることが気になり、その後『超能力秘密の開発法』、『生死を超える』、『イニシエーション』などを購入した。この3冊には、「自分は何をするために生きているのだろうか…この無常感を乗り越えるためには、何が必要なのだろうか…絶対のもの、動じないものを求めようという気持ちが芽生え、模索が始まったのである（『超能力秘密の開発法』）」、「わたしは解脱を果たした…苦は滅し、生死を超越し、絶対自由で絶対幸福の状態―その表現には少しの誇張もなかった（『生死を超える』）、「今の私（麻原）には真の宗教を日本に広めることができる―と（ダライ・ラマ）法王はおっしゃたのです…そういう方だからこそ、私の修行レベルを見抜いたのかもしれません。私が悟りを開き解脱しているということを（『イニシエーション』）との記述が見られる。
その約1週間後から、気体のようなもの（ヨガでいう気）が頭頂から身体の外部に抜けていく感覚を経験するなど、同書を読んだだけで、その記載の通りの現象が起きた。このような幻覚的経験は、突然の宗教的回心の前兆とされる。また、第一審で面接した精神科医はヒステリーと証言した。ヒステリーとは、心理的感情的葛藤が、運動や知覚の障害などの身体症状に無意識的に転換される反応である。サーガントによると、ヒステリーの状態から突然の宗教的回心が起こる。なお、この時点では、同書に記載の通りの感覚を経験したことを認識したのみであり、教義の受容には至らなかった。
同書については、「麻原の説く『解脱や悟り』が本物であれば、その追求は『生きる意味』に値する」と考えた。ダライ・ラマ14世等チベット仏教やインドの聖者との交流、修行で教義を検証する姿勢に関心を持ったが、フィクションとしか感じられなかったこと、当時「輸血拒否事件」や「霊感商法」から新宗教に対して不信感を抱いていたことから、著作を読む以上にオウム真理教に近づこうとは思わなかった。
しかし、1988年3月8日の深夜、強度の神秘体験が起きた。「体内でバーンと爆発音がして、尾底骨から背骨に沿って熱いエネルギーが上昇する」という感覚に「麻原の本にある『クンダリニーの覚醒』だ」と気付き、フィクションだと思っていたオウム真理教は真実だ、麻原を師として解脱・悟りを目指すことが「生きる意味」なのだ、と確信したという。広瀬は恐怖のために教義で悪業とされる好きだった釣りさえしなくなったという。これは、突然の宗教的回心だった。同年3月15日、オウム神仙の会に入信した。

### 入信の原因
社会心理学者と精神科医によると、広瀬は当初は入信の意思がなかったが、強度の幻覚的経験を伴う「突然の宗教的回心」が起きたために入信せざるを得なかった。突然の回心とは、急激な思考システムの変容。回心者は人格が変わったようになる。ギャランターによると、強度の幻覚的経験を伴う回心では、常識を大きく逸脱した思考システムになりうる。
J・F・バーンズによると、突然の回心では、直接的に活動的制御の下にない人格の一部が支配的になる。宗教的行動の条件づけが手当たり次第に強化される。それまで余り意味を持たなかったものが、突然重要になる。本人に説明できない行動への衝動や行動の禁止、強迫観念、幻視、幻覚に侵害される。この侵害は、信仰の状態を生じさせたり、喜ばしい統一された確信の状態をもたらす。（だから、オウムを信じるようになった真の理由が広瀬本人にはわからない。）回心者は、真理を理解しつつあると感じたり、世界が客観的な変化を受けるように思え、小さな妄想が起こりうる。
W・サーガントによると、回心者は以前と著しく矛盾する方法で考え、かつ行動するようになる。
突然の回心の結果、輪廻転生さえ信じていなかった広瀬は、オウムの非現実的な教義や世界観が客観的現実のように認識されるようになった。当時の心境については「自分の意識状態が変わって、世界観が変わった。過去世から修行していて、オウムの本を読んでその記憶が甦ったと感じた」と証言している。理系の学識を有しても、突然の宗教的回心によって、常識に反する教義をその字義どおりに信じるようになる場合があることは一般に認められている。更に回心者は、カルト的な集団に加入してその集団の思考システムに従い、常識から逸脱した思考や行動をする場合がある。
荒唐無稽な教義を有するオウムに入信した理系信者を責める声もあるが、広瀬が教義を字義どおりに信じるようになったり、入信したりしたことには相当の理由がある。

### 信仰を継続した原因
広瀬は麻原の著作を読んだが、それに記載の修行を試みることさえしなかった。ところが、突然の回心に伴って強度の幻覚的経験が起きた。
この経験は著作によると「クンダリニーの覚醒」といわれ、解脱者（麻原）をグル（霊的指導者）にしないとクモ膜下出血を起こす危険、あるいは精神のコントロールが効かなくなり、「魔境」に陥る危険があるとされていた。魔境とは、生まれ変わっても続く恐ろしい挫折であった。魔境を防ぐには、功徳（麻原への奉仕）、麻原や教義への強い信、及び教義の実践が必要であり、広瀬はこれに従うように思考や行動が束縛された。この理由で麻原の指導を受け続けなければならなくなり、入信を強いられ、また脱会が不可能になった。
入信動機について広瀬は「オウムの世界観が現実性を帯びた。指導者がいないと危険なので、これを得たかった」と証言している。また共犯者も「広瀬はオウムの本を読んだだけでクンダリニーが覚醒し、困ってオウムに相談に行った」と上記状況を裏付ける証言をしている。
社会心理学者によると、広瀬は「魔境」の上記教義が突然の回心によって受容されたために、その教義の影響を不可避的に受けた。

### 出家の原因と洗脳
入信時、広瀬は、長男という立場上、親の老後を見たいと思っていたこと、自分が出家すると家庭が崩壊しかねないとも思っていたこと、「在家でも解脱できる」と麻原の著作に書かれていたことから、出家を全く考えていなかったという。
しかし広瀬の入信後、教団は武装化・勢力拡大のために出家者の増員を図り始めた。麻原は「現代人は悪業を為しているために来世は苦界に転生する。世紀末に核戦争が起こる」と人類の危機を叫び、救済に信徒に布教活動をさせたり、出家の必要性を訴えたりしたのである。
1988年末、麻原は広瀬に「救済が間に合わない」と出家を迫り、広瀬は指示通りに翌年3月31日に出家した。共犯者が「ヨハネの黙示録に基づいてハルマゲドン（最終戦争）を生き残るために、教団の要となる学歴の高い人が期待されており、広瀬が該当した。広瀬の出家担当は教祖」と陳述していることから、麻原が広瀬を武装化要員として出家させたことは明らか。
1988年秋、麻原はヨハネの黙示録を「オウムが武力で諸国民を支配する」と解釈。同年10月28日には「この人間社会の救済は不可能であり、今の人間よりも霊性の高い種を残すことが私の役割かもしれない」と説いた。次いで同年11月15日に「大学理数化学の人材をぬきとる」などのオウムの活動方針を幹部に示し、その後多くの信者を出家させた。この頃から麻原は武装化に向けての行動を始めたのである。
社会心理学者によると、広瀬は出家の指示に従うに足る影響をオウムから受けていた。その一つは「外敵回避」。一般社会に対する否定的な感情を信者に抱かせるのである。オウムの場合、「一般社会の情報は煩悩を増大させて三悪趣（地獄、餓鬼、動物）に至らせる」、「一般社会の人からカルマ（三悪趣に至らせる悪業）が移ってくる」などの教義がそれだ。
友人の証言によると、1988年の晩秋頃に広瀬は広告を見ると頭痛がしたり、町中を歩くとカルマが移ってくるのを感じて体調が悪くなる状態であり、外敵回避の教義の影響を激しく受けていた。この幻覚的経験のために、広瀬は一般社会が三悪趣に至らせることを現実として感じていた。
死よりも三悪趣に堕ちる恐怖のほうが大きかったという。一方で、麻原だけがカルマを浄化できると感じた。そのため広瀬は解脱・悟りを目指し、出家願望を抱くようになった。麻原の説く「世紀末の人類の破滅」のタイムリミットと、家族の説得や就職が決まっていた事情などから、当初は2〜3年後の出家を考えていた。
社会心理学者によると、外敵回避の手法はスタルスキー (2005) によるテロリスト養成の社会心理学的研究でも論述されており、一般社会の基準で価値判断する感覚を失わせ、オウムの基準で意思決定させる。その作用によって、広瀬は一般社会での生活の意味を見出せなくなり、出家を意思した。また同じ原因で、出家後に説かれた社会規範に反するヴァジラヤーナの教義（現代人は悪業を積んで射手苦界に転生するので、命を絶つことで悪業を消滅させ、高い世界に転生させる）を受容した。
当時の心境について広瀬は「他人の影響を受け、意識がぼうっとして、心身が辛い状態になった」、「修行していない日常の状態でも頭頂から麻原のエネルギーが入り、心が非常に静かになって出家の思いが出てきた」、「それまでに体験した現象は、入信前の価値観を引っくり返すのに十分だった」、また入信前のことについては「だれでも平等に機会が与えられていて、好きなことができる社会ですから、不満はなかった」と証言している。
広瀬は在家でも解脱できると宣伝する麻原の著作を読んで回心しており、当初は出家の意思はなかった。また出家を意思する個人的理由もなかった。母親の証言によると、1988年10月上旬の広瀬は就職の内定を喜び安心した様子だった。家計を助けるために高校から大学院までの学費のほとんどを自身で工面しており、家族との絆が強かった。このように、広瀬はオウムが出家への誘導を始めた同年11月以降に、その影響で出家を意思した。社会心理学者によると、突然の回心のためにオウムの情報統制に脆弱な状態にあった。
カルトのメンバーは外界のけがれ（上記外敵回避の教義が該当）と教団の聖性の信念（上記麻原のエネルギーによりカルマ、心身が浄化されるとの教義が該当）を植え付けられるなどして人格が解体されるが、その影響が広瀬には認められる。高橋紳吾によると、カルトがメンバーの人格を解体し、新たな人格を形成するプロセスは次の通りである。「集中講義・瞑想・集団祈禱などによって狭義の洗脳状態へと導く。新人は被暗示性の高まった状態となる。外界のけがれと破滅、教団の聖性の強調が繰り返され、これまでの自己同一性が解体される。次第に離人感や奇妙な高揚感がはじまる。飛び上がったり、体が誰かに操られているような作為体験や自我障害、知覚変容が起きる。オウムでは1994年以後、これをさらに強力・確実に進めるためにLSDなどの向精神薬を使用していたが、薬はむしろない方がその「神秘体験」に宗教的意味づけがなされやすい。この時期には正常な心理状態であれば疑問をもつような単純で眉唾ものの教義であっても、いとも簡単に信じ込み、教団による信者のスキーマ化が完成する。信者にとって世界が全く違った様相を呈し、教団の外には悪意が満ちあふれていると感じる。」。第1審で面接した精神科医は当時の状態について自己同一性の障害、広い意味での解離との所見を述べた。

### 犯行時の精神状態
第1審で面接した精神科医によると、犯行時に広瀬はDSM-IV（アメリカ精神医学会の精神疾患の診断・統計マニュアル）にいう「特定不能の解離性障害」などを来していた。特定不能の解離性障害は、洗脳や思考操作（マインド・コントロール）を受けてきた人に起こる別人格の形成などの状態。洗脳と思考操作は、改訂されたDSM-IV-TRでは交換可能な言葉として同義的に使用されている。
広瀬は精神科医との面接を契機に、約8か月の間、幻聴、幻覚、妄想などの精神異常をきたした。精神科医によると、これは「フローティング現象」であり、個人が本来の人格（自我）とは異質な人格によって（一定期間）機能していたことを示す。フローティング現象は破壊的カルト集団で受けた影響のフラッシュバック。また、精神科医によると、広瀬は地下鉄サリン事件を命じられたときに、特別何も感じていなかった。破壊的カルト集団の影響の典型例であり、神秘体験を得て、麻原と感応し、やがて筒抜け体験に行き、解離の状態に向かうという学問的に見て納得のいくプロセスを踏んで綺麗に犯行に至っているとの所見もあった。（広瀬の第一審における精神科医の証言　裁判記録参照）
広瀬の裁判では、ある共犯者（以下、共犯者）の控訴審弁護人（以下、弁護人）が不適法な行為をし、広瀬を不利にしようとする問題が起きた。たとえば、広瀬が不利になる虚偽の主張をした。また、与えられた仕事の内容を考えないのが信者の思考パターンとし（これは、必ずしも正しくない）、広瀬は自動小銃製造の目的を考えていると主張した。しかし、証拠によると、広瀬は麻原から聞いていた武装化の目的を証言していたのである。また、弁護人は共犯者に「自動小銃製造の目的は、はっきり分からないですよね」、「弟子には分からない深遠な意味があると思って納得させるわけですか」などと誘導して被告人質問しており、事実の歪曲も図っていた（共犯者も与えられた仕事の目的を考えていたことが裁判で明らかになっている）。共犯者も「それが全て」と答えたが、「指示には深い意味がある」というのは統一協会の教義であり、同信者の思考パターン（思考停止）である。このような思考停止の主張をするためか、共犯者は広瀬と共に麻原から聞いていたはずの自動小銃製造などの事件の目的については多くを語らず、「指示は自分で判断するべきではなく、無条件に承諾すべきものという思考が徹底していた」などと麻原の指示の絶対性だけを強調する証言が目立った。また、弁護人の一人は、共犯者はオウムから拉致されたために出家したなどの明らかな虚偽の内容を含む本の出版にも係わったようである（虚偽の記載にも関与したのだろうか）。弁護人が不適法な行為をしてまで広瀬を不利にしようとしたのは、第一審の証人になった精神科医が、共犯者より広瀬のほうが責任能力に問題があると判断したためと考えられている。
控訴審で面接した社会心理学者によると、犯行時に広瀬は極めて強固な心理的拘束を受けており、入信前に形成された思考システムは全く作動することなく教義の実践行動をとった。つまり、社会規範に基づいて意思決定する思考システムが変容し、麻原の指示や教義に従う思考システムになっていた。
社会心理学者によるオウムの犯罪行動の研究は、日本社会心理学会で受賞するなど、高く評価されている。
広瀬は上記状態だったが、それには次の要因があった。
- 突然の回心のためにオウムの影響に脆弱な状態になっていた。
- 被暗示性が非常に高いために洗脳などの手法の影響を受けやすかった。
- 麻原本人から違法行為に誘導された。
- オウムは1988年11月から12月などに在家信者に対する出家への誘導、また1989年4月から翌年3月に出家信者に対する違法行為への誘導を激化させたが、その時期に誘導を受けた。

## 出家後

### 選挙への出馬
1990年2月の衆議院選挙で真理党候補として旧埼玉5区から出馬するも、397票で落選した。

### 教団PR番組への出演
ロシアで放映されていたオウム真理教のPR番組「真理探究」に豊田亨、中川智正らと共に出演していた。

### ボツリヌス菌培養
猛毒のボツリヌス・トキシンを世界中に撒く計画では培養を担当した。作業中に自分が死ぬ可能性もあったが恐怖はなく、また、培養に成功して菌をばら撒けば、大勢の人が亡くなる可能性があったが、輪廻転生のオウムの世界観が根付いていたために気にならなかったという。

### 自動小銃製造
横山真人、豊田亨と共に自動小銃を製造した。麻原に命じられた際、「違法行為という認識はあったが、悪いことをするという感覚はなかった。そういうことにこだわることは、人類救済の気持ちが足りないのだと罪悪感を感じた」という。

### 地下鉄サリン事件
実行犯として東京の地下鉄丸ノ内線に乗車、一旦躊躇して電車を降りたが再び乗車し御茶ノ水駅でサリンを散布、1人を殺害、358人に重傷を負わせた。サリンの袋に傘を突き刺す時、麻原彰晃の姿を思い浮かべながら「「サリンで被害に遭う人と麻原との縁が結ばれますように（麻原のエネルギーにより乗客はカルマが浄化されて救済される）、自身の汚れが影響を及ぼさないように（自身の汚れたカルマが乗客に移って救済が妨げられないように）」とマントラを唱えたという。
第1審の段階で事件時に躊躇があったかのような証言をしたが、同時に躊躇がなかったと受けとれる証言もしている。例を挙げれば、「事件の指示が自然に違和感なく受け入れられる状態だった」、「目の前の女の子が死なないほうがいいとは考えなかった」、「サリン袋を刺すときに、ためらいはなく、感情を抑えたということもなく、こういうことをしてはいけないとも思わなかった」、「（犯行直後にテレビ報道を見たときに）教団の考えに完全に染まっていたので、普通の人が考えることは考えていない」などである。「ちゅうちょ」については控訴審において、「正しい心情が述べにくくなり、一般の人が答えるようなことを言うようになった」と証言。客観的証拠は、それを裏付ける。共犯者は、村井が「サンジャヤ師たちもやる気満々で下見に出ています」と言ったと証言。また別の共犯者らも、広瀬が上記テレビ報道を見て「やりましたね」と言ったと陳述した。
広瀬自身もサリン中毒になり、地下鉄下車後にオウムの付属病院へ行ったが、事情を知らされていない病院関係者にサリン中毒であることを言えず、治療を断念して、結局アジトで林郁夫から治療を受けた。広瀬は自分がサリン中毒になった時「（カルマの法則により）カルマ（悪業）が返ってきた」と思ったという。
教団施設に戻り、麻原に事件実行について報告した時「これはポアだからな」と言われて、「被害者が尊師の力によって高い世界に転生した」と安心した。

## 事件に至る経緯とマインドコントロール・洗脳

### 麻原による違法行為への誘導
麻原は信者に洗脳やマインド・コントロールの手法を用いた。
広瀬は被暗示性が高く、変性意識状態になりやすかった上、教団武装化要員のテストケースだったために十分な洗脳をされた。
『心理学辞典』（有斐閣）によると、洗脳は強制的に個人の信念と対立する信念を吹き込み、個人のそれまでの政治的、宗教的信念、またそれらに立脚するアイデンティティー（自己）を徐々に害するものと考えられる。アメリカでは、この影響力の効果を高める要因は、①薬物、②感覚遮断、③催眠、④条件づけ、⑤身体衰弱であるとされる。研究の結果、これらの要因は非常に被暗示性の高い変成意識状態を導くものであり、被験者の素因的な特徴や身体的強制は、洗脳過程に本質的であるとは見なされなかった。
暗示とは、対人的な影響過程の一種で、認知、感情、行動面での変化を無批判に受け入れるようになる現象。
したがって、上記5つの手法は広瀬にも用いられたが、身体的強制がない場合もあったオウムの環境でも、被暗示性が高い同人に効果的に作用した。そのために、下記のように、繰り返し吹き込まれたヴァジラヤーナの信念が受容及び強化され、アイデンティティーが害された。また、「ヴァジラヤーナの救済」が事件の動機になった。裁判の証拠によると、麻原が信者に違法行為をさせる目的で行った洗脳は、ヴァジラヤーナの信念の吹き込みである。
社会心理学者によると、精神の生物学的要素の問題として、広瀬は被暗示性が非常に高く、変成意識状態になりやすい。100人に数名というレベルで高いと推測される。

#### 極厳修行
1989年11月と1990年7月から10月の極厳修行（集中的な修行）では、麻原は広瀬に洗脳手法を用いた。その手法は、「身体衰弱」、「刺激の強度を増すこと」（1989年の修行では以上の2つの手法のみ）、「緊張や不安の状態の引きのばし」、「期待したものを与えないこと」、「衝撃を与えること」などだが、W・サーガントによると思考及び行動様式の転換を引き起こす。
広瀬の証言によると、「教義や麻原に対する信が増す」、「楽天的になってしまう」などの意識の変化があった。（「楽天的になったことで、違法行為をするというようなプレッシャーに耐えられてしまうのかもしれない」とも証言している。）
1989年の修行では、麻原のエネルギーが頭頂から強烈に入るのを感じ、立位礼拝（立った姿勢から身体を床に投げ出して礼拝する）を食事も睡眠も摂らずに24時間にわたって繰り返しても疲れない状態になった。1990年の修行では、睡眠や食事を制限され、立ちながら修行しても眠ってしまって何度も倒れたが、精神的には天にも昇るような解放感を感じ、辛さを感じることなく修行できる状態になった。以上の意識などの変化について広瀬は、「自分だけの力ではこんな変化はないと思った」と証言しており、麻原の力によって起こったと感じていた。
極厳修行では、麻原への帰依やヴァジラヤーナの実践を誓う言葉を繰り返し唱えた。また、ヴァジラヤーナの教義を説かれた信者にとっては、この世の住人を「ポア」することが連想される瞑想を繰り返した。麻原は1989年11月17日付で第一段階の成就を認定し、「サンジャヤ」のホーリーネームを与えた。

#### ヴァジラヤーナの説法と実践の指示
社会心理学者によると、麻原が広瀬を違法行為に誘導した手法の一つは「漸次接近法」。違法行為をさせるためには、社会規範に従う入信前の条件づけを崩し、ヴァジラヤーナの指示に従う新たな条件づけをする必要がある。そのときに抵抗を感じさせないように、段階的に逸脱行為をさせるのである。
また、ヴァジラヤーナの行為を繰り返すこの手法は、ヴァジラヤーナの信念を強化し、更に入信前のアイデンティティー（自己）を崩壊させる。「自己知覚」や「認知的不協和」の心理機制によって、その行為と一貫性を保つように認知や感情などの精神過程が変容するからである。
麻原はヴァジラヤーナの説法の内容とその実践の指示を段階的にエスカレートさせた。初めは軽微な逸脱行為を、やがて殺人を指示した。
- 1989年4月2日、麻原は広瀬ら出家信者に「小乗の教え（殺人を禁じる）にこだわってはいけない。ヴァジラヤーナでは教えは変わる」、「教義を否定すると取り返しのつかない迷いの生を繰り返す」、「説法を復習しないと出家信者をやめる結果になり、三悪趣に生まれ変わる」、「現代人は教義の実践をしないから三悪趣に生まれ変わる」と説いた。
- 同月7日、麻原は出家信者に初めて「ポア」を説いた。このとき広瀬を指名して考えを述べさせた。その後1年間にわたって麻原は出家信者にヴァジラヤーナを説いた。
- 同月の早朝、広瀬ら出家信者多数は道場の隣家に押しかけて大声で脅すように指示された。隣家が市役所に道場の水道を止めるように訴えたからだった。現場では麻原の側近が広瀬に脅しを強いた。

この状況は、社会心理学者によると、「強制的承諾」といわれる。たとえ当人が納得していなくても、行動させられると、認知的不協和の心理機制によってヴァジラヤーナの信念の受容や強化が起こりうるからである。広瀬はヴァジラヤーナの教義にのっとって従ったと証言している。これが広瀬のヴァジラヤーナの始まりだった。
側近は広瀬に干渉する立場になかったことから、麻原に指示されたものと思料される。
- 同月25日、麻原は広瀬らに出家信者多数と共に、宗教法人の認証を訴えるために都庁と文化庁に威力業務妨害的な行為をした。その直後に麻原は「ヴァジラヤーナの教えにのっとって交渉した」と説いた。そして、「末法の世の救済を考えるならば、少なくとも一部の人間はどうだ、タントラ・ヴァジラヤーナの道を歩かなければ、真理の流布はできないと思わないか」と檄を飛ばした。出家信者一同は、「はい！」と応じた。
- 同年9月から11月頃に、出家信者は「ポアの間」の修行を課された。5日間にわたって、外から「かんぬき」を掛けた一畳程度の部屋に閉じ込められ（食事もトイレも部屋の中）、ヴァジラヤーナなどの説法ビデオを視聴し続けるのである。この修行を広瀬は数回行った。

これは感覚遮断（行動環境からの刺激を減じること）を伴う拘禁状態である。この状態に長くあると、人は被暗示性が高まり、与えられたメッセージに反応しやすくなる。
- 同年9月上旬、麻原は広瀬に「私以外の者の指示には従うな」と命じた。（当時の広瀬は最下位のステージであり、本来は上位の出家信者の指示に従うべき立場だった。）この状況で、広瀬は逸脱した選挙活動などを指示され、ヴァジラヤーナの実践が日常的に。麻原自ら広瀬の行動を管理し、不都合があれば罰（激怒）を与えることによって（広瀬が罰せられるような仕掛けもした）、ヴァジラヤーナの指示に従うように条件づけしたのである。

広瀬が麻原の指示のみに従う状況は翌年1月中旬まで続いた。その後も、広瀬の活動は麻原が監督した。

#### 麻原による武装化の指示と条件づけ
麻原は6年間に渡って「ヴァジラヤーナ」の実践の条件づけをした後に、1995年3月18日に地下鉄サリン事件を指示した。
1990年2月または3月、麻原は真理党の敗北により合法的な布教が不可能であると考え、ヴァジラヤーナへの傾倒を開始した。同年3月24日、麻原は広瀬ら出家信者に「ヴァジラヤーナは武力を使っての破壊」と説いた。以後、広瀬は麻原から数々の武装化の指示を受けることになったが、社会心理学者によると、それは地下鉄サリン事件に向けての前記「漸次接近法」の継続となった。
- 同年4月頃、麻原は広瀬に猛毒のボツリヌス菌と知らせずにそのテスト培養を指示。
- 同年4月10日頃、麻原は広瀬ら出家信者約20人に「これからはヴァジラヤーナでいく」と宣言。猛毒のボツリヌス・トキシンを世界中に撒く計画を指示した（オウム真理教の国家転覆計画#全世界ボツリヌス菌散布計画も参照）。

同計画の作業は同年6月30日まで続いたが、強度のストレスがかかる状況だった。数時間ごとに進行状況をチェックされ、眠れないときもあり、3か月間上九一色村の現場に缶詰にされ、入浴も指示されての1、2回のみだった。この計画によって家族も死ぬ可能性があり、自分自身も死ぬ可能性がある危険な作業があった。しかも、計画が進まないと麻原に激しく怒られた。社会心理学者によると、忙しく、切迫した、緊張した状況では、人は生理的にストレスの高い状態になり、（違法行為の指示に従う）条件づけがなされやすくなる。
- 同計画が終了した日から、強い生理的ストレスがかかる前記極厳修行が3か月間続き、麻原やヴァジラヤーナの教義に対する帰依がさらに深められた。
- 極厳修行の終了と同時（同年10月5日）に麻原から毒ガス・ホスゲン散布計画を指示され、同計画が終了する翌1991年8月までの約10か月間従事した。
- その後も、麻原は広瀬にヴァジラヤーナを説きつつ、その実践としてオウム真理教の兵器開発を指示した。主な指示は、プラズマ兵器の製作（1992年11月から翌年7月）、ロシアでの兵器の調査（1993年2月および5月）、炭疽菌散布計画（同年5月から6月）、レーザー兵器の製作（同年8月から12月）、オーストラリアでのウランの調査（同年9月）などであった。これらの計画は失敗、中止された。
- 1994年2月28日、麻原は広瀬に自動小銃の製造を指示（自動小銃密造事件）。同年5月か6月、麻原は広瀬を「ヴァジラヤーナが失敗したらお前も三悪趣だぞ」と脅した。当時、広瀬は自動小銃製造の障壁になっている工程を担当させられ、問題の解決を急かされる立場だった。
- 同年6月、広瀬は薬物によるイニシエーション（秘儀伝授）によって、意識が風に飛ばされ、その後に暗い世界にいるヴィジョンを見た（三悪趣に転生する経験）。この経験により、三悪趣への転生を避けるために、しっかり功徳（麻原への奉仕）を積まなければならないと思った。その後、1995年4月までフラッシュバックが起き、薬物を摂取したときの記憶が鮮やかに甦った。
- 同年7月か8月、麻原は科学技術省機械班リーダー（サリンプラント製作中）と広瀬を自室に呼び出し、還俗した信者（自動小銃製造に関与）をオウムの秘密を守るためにポアすると告げた。更に「ポアしなければならないから、武装化関係者を還俗させるな」と厳しく命じた[注 10]。そのときの心境について広瀬は「還俗すると転生が悪くなるので、自分が煩悩に負けて還俗したときは、麻原にポアされるほうがいいと思った」と証言している。
- 同年8月、広瀬は教団幹部から「あなたのワーク（武器製造などの奉仕行）は重要だから頑張ってください」などと催眠誘導を受けた。

| 1990年3月24日   | 麻原が広瀬ら出家信者に「ヴァジラヤーナは武力を使っての破壊」と説く |
| 1989年4月       | 麻原が広瀬に「ヴァジラヤーナ」の教義に基づく救済（現代人は悪業を積んでおり、苦界に転生するから、命を絶つことで悪業を消滅させ、高い世界に転生させる）を説き始める。 この頃広瀬は幽体離脱の体験をしており、肉体が滅んでも魂は輪廻転生をするというオウムの世界観が根付いていた |
| 1990年4月       | ボツリヌス菌のテスト培養 |
| 1990年4月10日頃 | 麻原が古参幹部と広瀬ら理系の出家者計約20人に「これからはヴァジラヤーナでいく」との極秘説法・宣言をする。 前年からヴァジラヤーナ」の救済の説法をされており、実行することは当然のことのようになっていた                                                                       |
| 1990年4月10日   | 猛毒のボツリヌス・トキシンを世界中に撒く計画培養（1990年6月30日まで従事、失敗） |
| 1990年7月〜10月 | 極厳修行を行い、麻原やヴァジラヤーナの教義に対する帰依が深まる |
| 1990年10月5日   | 毒ガスホスゲン生産プラントの製造計画（1991年8月まで従事、失敗） |
| 1992年11月      | プラズマ兵器、レーザー兵器開発（1993年12月まで従事、中止） |
| 1993年2月・5月  | ロシアでの兵器の調査 |
| 1993年5月・6月  | 炭疽菌散布計画（失敗） |
| 1993年9月       | オーストラリアでのウラン調査 |
| 1994年2月28日   | 自動小銃AK-74 1,000丁の製造（1995年1月に1丁完成） 1994年5月〜6月頃、麻原から「ヴァジラヤーナが失敗したらお前も三悪趣だぞ」と脅される。 |
| 1994年6月       | 薬物イニシエーションを受ける。 |
| 1994年7月〜8月  | 科学技術省機械班リーダーと広瀬は麻原の自室に呼び出され、還俗した信者（自動小銃製造に関与）を「オウムの秘密を守るためにポアする」「ポアしなければならないから、武装化関係者を還俗させるな」と厳しく命じられた                                                                |
| 1994年8月       | 教団幹部から「あなたのワーク（武器製造など）は重要だから頑張ってください」などと催眠誘導を受ける |
| 1995年3月       | 地下鉄サリン事件 |

### 違法行為を継続した原因
社会心理学者によると、広瀬は重大な違法行為（ボツリヌス・トキシン散布計画）を指示されたときには、ヴァジラヤーナの信念が強化され、社会規範に従う条件づけが完全に崩されており、入信前のアイデンティティ（自己）が崩壊していた。また、ヴァジラヤーナの教義どおりの幻覚的経験をしていたために、その現実性によってもヴァジラヤーナの信念が強化されていた。社会心理学者によると、「信じさせる」ためには「現実性を感じさせる」ことが必要である。現実性とは、あることが客観的現実として存在しているように感じる感覚。彼の研究によると、現実性には「個人的現実性」（神秘体験などの直接的経験によって感じる）と「社会的現実性」（他人が合意する状況に接するなどの間接的経験によって感じる）がある。
この2つの現実性を麻原は信者に感じさせ、教義を信じさせた。広瀬は神秘体験（幻覚的経験）によってヴァジラヤーナの教義に個人的現実性を感じていた。「なぜそれ（ヴァジラヤーナの実践のために人類をポアするという考え）が正しいと思ったのか」という検察官の質問に、「その教義が現実として感じられたからと思う。つまり、ヴァジラヤーナの教義は三悪趣に陥る現代人を麻原がそのカルマを背負うことによって高い世界に転生させるというものだった。現代人が三悪趣に転生することは、エネルギー交換の体験（人のカルマが移り、自身が三悪趣に転生する状態を体験したこと）によって、ボツリヌスの指示を受けたときには現実として感じられた。麻原が人のカルマを背負うということも、エネルギー交換の体験（麻原のエネルギーによって自身のカルマが浄化され、解脱などの高い世界を体験したこと）によって、その能力があると実感していた」と答えた。また、この教義に出家信者らが合意する状況に接することによって、社会的現実性も感じていた。
武装化の場合、麻原は理系の信者を違法行為に誘導する必要があった。武装化要員の始まりだった広瀬は、その誘導のテストケースだったと思料される。初めての違法行為の指示にも疑問を抱かないように、事前に十分な洗脳をされた。
なお、信者は自身の修行ステージや地位の昇進のために事件に関与したとの指摘があるが、その事情は麻原から受けた指導によって異なり、広瀬には1989年8月20日、麻原は広瀬ら出家信者に「（ヴァジラヤーナの実践によって）解脱に対する道筋が失われる」と説いていた。事件当時広瀬が目指すべきは第3段階目の解脱である「マハームドラー」だったが、これは自身のカルマの浄化（減少）によって達成される。しかし、事件に関与すると、重い悪業になる殺生をするのだから、自身のカルマを増大させ、解脱に対する道筋が失われるのであるM。その麻原の説法に基づいて広瀬は事件の意味を理解しており、共犯者の弁護人の質問に答えて「地下鉄にサリンをまくのは、身の行為については悪い行いをするわけですから、マハームドラーとは逆の方向」と証言した。

## 逮捕
1995年5月16日に逮捕され、警視庁目黒署に勾留。その後殺人、殺人未遂罪（地下鉄サリン事件）、武器等製造法違反（自動小銃密造事件）により起訴された。警察から呼び出しを受けた広瀬の両親は、地下鉄サリン事件として勾留されていると聞き、「息子がサリンを撒くなんて信じられない、何かの間違いだ」と訴えた。同年11月17日、面会した広瀬はただ黙って頭を下げ、涙を流したという。
広瀬は当初、動機であるヴァジラヤーナの救済の教義と麻原の地下鉄サリン事件への関与について供述すると、無間地獄に転生し、聞いた人も救済されなくなると説かれていたため、恐怖により話すことができなかった。

## 脱会のプロセスと捜査期間中の供述状況
広瀬がオウムから脱会したプロセスは、破壊的カルトの会員が脱会するとされるプロセスと一致する。
S・ハッサン (2000) によると、カルトによる恐怖症は人間がつくり出した精神疾患であり、総合的なマインド・コントロールによる支配に不可欠な部分を占めている。恐怖症の植え付けは、カルトがメンバーを依存的で従順な人間に仕立て上げる、唯一の最も強力なテクニックである。恐怖症が無意識のうちに作用することによって、心理的に身動きできなくなる。批判的な判断力をもってリーダーの主張や教義を客観的に検討できる人が、恐怖症のために短絡的思考に陥り、自立的思考や行動ができなくなる。
この恐怖症は、恐怖の原因に対する感受性を低下させることで、その痕跡をなくせる。そのプロセスで重要なのは、恐怖の原因に慣れさせるための小さなステップを重ねることである。（『マインド・コントロールから救出』S・ハッサン 教文館 2000年 参考）
社会心理学者によると、広瀬が脱会を決意するまでには長い時間を必要とした。そのプロセスはヴァジラヤーナの教義や麻原のことを話そうとするたびに葛藤を経験し、それを乗り越えることの繰り返しだった。この繰り返しが植え付けられた恐怖心を乗り越えさせた。（広瀬に関する意見書参考）
地下鉄サリン事件の容疑で逮捕された後、広瀬は事件について黙秘した。ヴァジラヤーナの救済に関することを部外者に話すと、大変な悪業（三悪趣に転生する原因）になると説かれていたからだ。そのために、関与した全事件の捜査期間中にわたって、広瀬は弁護士にも事件のことを相談できなかった。
しかし、1日10時間に及ぶ厳しい取り調べが続き、広瀬は事件について供述せざるを得ない状況に追い込まれた。そのために、黙秘と供述を繰り返しながら数か月間かけて、悪業の程度が軽い順に7段階以上のステップを踏んで少しずつ供述する結果になった。やがて、広瀬は事件の動機がヴァジラヤーナの救済だったことや、地下鉄サリン事件の報告を麻原にしたことを供述するなど、重い悪業になる行為ができるようになった。
やがて、広瀬は事件の動機がヴァジラヤーナの救済だったことや、地下鉄サリン事件の報告を麻原にしたことを供述した。
このように広瀬は恐怖症が治癒されるプロセスを経て、植え付けられた恐怖心から脱却した状態になると、「ポア」の教義の矛盾に気づき、そして脱会した。

## 裁判
裁判では、武装化などのオウム事件の動機や目的を質問され、詳細に証言した。保身のために事件の動機や目的を曖昧にしたり、事実でないことを加えたりせず、指示に従わないとポアされるから事件に関与したという主張はしなかった。秘密を守るためには信者の殺害も辞さない麻原の姿勢を知っていたが、罪の重さを自覚しているために、自身の有利になるような主張を徒にしなかった。
「何故ヴァジラヤーナの実践のために人類をポアするという考えが正しいと思ったのか」という検察官の質問に、
| 「 | 教義が現実として感じられた。ヴァジラヤーナの教義は三悪趣に陥る現代人を麻原がそのカルマを背負うことによって高い世界に転生させるというものだった。現代人が三悪趣に転生することは、人のカルマが移り、自身が三悪趣に転生する状態を体験したというエネルギー交換の体験によって、猛毒のボツリヌス・トキシンを世界中に撒く計画の指示を受けたときには現実として感じられた。麻原が人のカルマを背負うということも、麻原のエネルギーによって自身のカルマが浄化され、解脱などの高い世界を体験したというエネルギー交換の体験によって、能力があると実感していた。 | 」 |

と答えた。
事件はヴァジラヤーナの教義に基づく現代人の救済だった。現代人は三悪趣（地獄、餓鬼、動物）に転生するので、オウムの国を樹立して強制的に教化したり、「ポア」して救済したりすると麻原は説いていた。ヴァジラヤーナの教義は、救済のための方便として社会規範に反する行為を許した。広瀬は「なぜ事件の指示を引き受けたのか」という質問には、「ヴァジラヤーナの救済と思ったから」とだけ答えた。これは、麻原が述べていた非合法活動をする動機や目的をそのまま証言したものである。広瀬の第一審の証拠調べで、検察は広瀬の供述を読み上げた。
| 「 | この当時、尊師が既にヴァジラヤーナの救済しかないと言っていましたので、私もそうだと思い、自動小銃製造が恐ろしいことだという感覚はありませんでした。このヴァジラヤーナの救済とは、『力による救済』という意味です。オウムでは、オウムの教えを説くことによる救済を『マハーヤーナの救済』と呼んでいましたが、この世の中は、このような救済方法で救うことはもはやできない、あとは力による救済しか手段はないというのがこのころの尊師の考えでした。 ヴァジラヤーナの救済が具体的にどういうことを意味するのかについては、例を挙げれば、戦争を起こしてオウムが支配する国をつくり、そこでオウムの教えを徹底するというようなことが考えられます。戦争によって犠牲はでるでしょうが、それによって多くの人間の魂が救済されると考えるのです。 また、解脱者つまり麻原尊師によって、命を落とした人は、その人のカルマ（解脱を妨げたり、三悪趣に転生する原因になったりする悪業）を尊師が背負うことによってポア、つまりその人の魂をより高い世界に到達させることができるというのが尊師の教えでしたから、犠牲者は、命を落としても魂は救済されるという考えなのです。また、マハーヤーナの救済は、『縁無き衆生は救い難し』という言葉があるとおり、尊師との縁がなければ救済できないと教えられておりますが、ヴァジラヤーナの救済では、オウムから行為を加えていくのですから、そのとき尊師との縁ができて、来世で救済されると考えるのです。 ですから、例えばオウムが戦争を起こして相手が死んだとしても、その魂は、尊師と縁ができたことによって来世で救われると考えるわけです。 | 」 |

刑期を終えた他の関係者も週刊朝日で同様の認識でいたことや、取材時点においてさえヴァジラヤーナは本来は貧民救済のためのものであったとの見解を語っており、誤った知識による洗脳の恐ろしさと反駁できない宗教状況が裁判所の内外で露呈された。
広瀬は麻原の第11回公判で、「現在、麻原に対してどんな気持ちか」と質問され、「黙って離れたい気持ち」と答えた。検察側主尋問の最後に「何か言い残したことはあるか」と質問され、
| 「 | 松本被告に対しては、早く自己の過ちに気づいて、被害を受けた方に謝罪してほしいと思う。松本被告が弟子を育て、弟子がヨガ的な修行で浄化が起き、修行体験したことで、自分が最終解脱者であり救済者であると思っていると思うが、今までの経過から見ると、必ずしも松本被告の意思どおりに運ばないことも多いので、本当は、松本被告も自分の力というものに気がついているのではないか。それを何らかの、たとえば予言を調べて、都合のいい解釈をして、自分をごまかしごまかしして来たのではないか。 恐らく、今も何らかの形で自分を最終解脱者、救済者として正当化していると思うので、早くそのようなことをやめて、今までの経過を直視して真実を見極めてもらいたい。 | 」 |

と証言した。
2000年7月17日の第一審、2004年7月28日の控訴審ともに死刑判決を受け、弁護側が東京高裁での判決を不服として上告していたが、2009年11月6日に上告棄却が決定し、死刑が確定した。オウム真理教事件で死刑が確定するのは7人目。

## 獄中より
獄中では多くの資料を読み、神秘体験には教義のいうような意味はなく、脳内物質による生理的現象に過ぎないと思うようになった。
事件の9年後の2004年、NHKへ宛てた手紙の中で「私は愚かにも殺人というイメージの湧かない状態でした。麻原の指示が絶対になっていた」と述べている。
控訴審判決後の2006年11月14日、麻原四女へ宛てた手紙のなかで「私も何もしないのは情けないので、（中略）少しでも被害弁償ができればと思っています。ここにいても、やるべきことがたくさんあり、時間がいくらあっても足りないほどです。自分で仕事をつくっているのだけどね。まだ目に見える成果はなく、結果が出る保証もないのだけど、走るしかないですね」と述べている。面会した麻原四女は手記の中で「精神的に教団から解放された広瀬さんの顔はどこか清々しく見えました」と述べている。
2016年3月、手記で「事件前にサリンという言葉は使用されていたか―高橋克也氏の第一審判決」を論じている。
獄中で綴った手紙には「松本被告人の奇妙な言動が伝わるたびに、彼を神と誤解し、指示されるままに多くの方々を殺傷した自己の愚かさが身にしみました。」「私どもが殺傷してしまったのは、社会で誠実に生きてこられた方々ばかりでした。残酷な行為をした愚かさは、悔やんでも悔やみ切れない思いです。」などと書かれている。
広瀬を違法行為に誘導した張本人である麻原彰晃は、自身の公判で「広瀬の立場は悪くありませんから」と発言。また、麻原は自身の弁護士との面会を拒否していたが、広瀬の公判の証人になる準備のために広瀬の弁護士とは面会した。
2018年7月26日に死刑が執行された。54歳没。

## 発言
- 「高校3年生の時、家電商店で値引商品を見て、むなしさを感じた。「生きる意味」を意識するようになった」
- 「麻原の著作にある『絶対的に幸福な境地の存在』が事実なら、「生きる意味」の追求になるかと思った」
- 「私は新宗教に対して不信を抱いていた」
- 「違法行為という認識はあったが、悪いことをするという感覚はなかった。そういうことにこだわることは、人類救済の気持ちが足りないのだと罪悪感を感じた」

## 人物評
- 「秀才だが、無邪気だった」「博士課程に進んでいたら、ノーベル賞級の学者になった」-早稲田大学時代の指導教授
- 「温厚でシャイ、誠実で真面目、論理的だが自我に固執する人間ではない」-中学時代の友人の牧師
- 「とにかく真面目で純情な人」-塾講師時代の同僚[50]
- 毛筆、硬筆ともに、非常に達筆な人物である（これは獄中で習得したもので、それ以前はクセのある稚拙な字であったという）。

## 関連事件
- 自動小銃密造事件
- 地下鉄サリン事件
- オウム真理教事件

## 関連書籍
- 広瀬健一『悔悟 オウム真理教元信徒・広瀬健一の手記』朝日新聞出版、2019年3月27日。ISBN 978-4022515988。